# مسجد الرؤساء (المجمعة)
مسجد الرؤساء؛ هو مسجد تاريخي في محافظة المجمعة، وسط المملكة العربية السعودية، يعود تاريخ بناؤه إلى ما بين عامي 1365-1370هـ. سُمي المسجد بالرؤساء نسبة إلى إبراهيم بن عثمان الرؤساء أحد أعيان المجمعة.

## الموقع
يقع المسجد غرب سفح جبل منيخ الواقع في محافظة المجمعة بمنطقة الرياض.

## البناء
بني المسجد على نمط الطراز النجدي السعودي باستخدام البناء الطين والمواد الطبيعية المحلية. تبلغ مساحة البناء الأصلي 663م2، وقد توقفت إقامة الصلاة 41 سنة متواصلة بدأ من عام 1402هـ، أُعيد استئنافها بعد ترميمه وتوسعته إلى 705.76م2.

## الترميم
أُختير المسجد من ضمن مساجد المرحلة الثانية من مشروع الأمير محمد بن سلمان لتطوير المساجد التاريخية.